# Microrthosia
Microrthosia là một chi bướm đêm thuộc họ Noctuidae.